# Bredballe (parochie)
Parochie Bredballe is een parochie van de Deense Volkskerk in de Deense gemeente Vejle. De parochie maakt deel uit van het bisdom Haderslev en telt 7243 kerkleden op een bevolking van 8176 (2004). 
De parochie was tot 1970 deel van Nørvang Herred. In dat jaar werd de parochie opgenomen in de nieuwe gemeente Vejle.
Aabenraa · Aale · Adsbøl Kirkedistrikt · Aller · Almind · As · Asserballe · Åstrup · Augustenborg · Barrit · Bevtoft · Bjerning · Bjerre · Bjolderup · Bov · Brændkjær · Bramdrup · Bredballe · Bredsten · Bredstrup · Broager · Christians · Christians · Dalby · Daugård · Dybbøl · Egen · Egernsund · Egtved · Egvad · Eltang · Engum · Ensted · Erritsø · Felsted · Fjelstrup · Frørup · Gammel Haderslev · Gårslev · Gauerslund · Genner Kirkedistrikt · Glud · Grarup · Gråsten-Adsbøl · Grejs · Haderslev Vor Frue Domsogn · Halk · Hammelev · Hammer · Hannerup · Harte · Havnbjerg · Hedensted · Hejls · Hellevad · Herslev · Hjarnø · Hjarup · Hjerndrup · Hjordkær · Højen · Højrup · Holbøl · Hoptrup · Hornborg · Hornstrup · Hornum · Hørup · Hover · Hvejsel · Hvirring · Ildved Kirkedistrikt · Jegerup · Jelling · Jels · Jerlev · Jordrup · Juelsminde · Kegnæs · Ketting · Klakring · Klejs Kirkedistrikt · Kliplev · Kollerup · Korning · Kristkirkens · Kværs · Langskov · Lejrskov · Linnerup · Løjt · Løsning · Lyng · Mølholm · Moltrup · Nordborg · Nørre Bjert · Nørremarks · Notmark · Nybøl · Oksbøl · Ølsted · Ørum · Øsby · Øster Løgum · Øster Snede · Pjedsted · Rinkenæs · Rise · Sankt Johannes · Sankt Marie · Sankt Michaelis · Sankt Nicolai · Sankt Nikolaj · Seest · Simon Peters · Sindbjerg · Skibet · Sønder Bjert · Sønder Starup · Sønder Stenderup · Sønder Vilstrup · Sottrup · Store Dalby · Svenstrup · Tandslet · Taulov · Tørring · Trinitatis · Uge · Ulkebøl · Ullerup · Urlev · Varnæs · Vejlby · Vilstrup · Vinding · Viuf · Vonsbæk · Vonsild · Vor Frelsers